# Chris Commons
Chris Commons, född 9 december 1950, är en australisk friidrottare. Han deltog vid olympiska sommarspelen 1976.